# 대유
대유(大裕)는 서울특별시 강남구 청담동에 위치한 비료 및 농약 제조 및 판매, 수입 등을 하고 있는 기업이다. 고사(枯死)직전의 천연기념물 103호 정이품송(正二品松)에 나르겐 액제를 공급하여 회생시켜 농업인들 사이에 널리 알려져 있는 기업이다.

## 연혁
- 1977년 4월 6일: 주식회사 설립등기
- 1998년 12월 4일: 농약제조업 및 농약수입업 허가
- 2000년 3월 30일: 해외수출 시작
- 2002년 3월 6일: 서울사무소 이전
- 2006년 9월 15일: 서울사무소 강남구 청담동 31-19 신사옥 준공
- 2011년 12월 27일: 의약외품 제조업 신고 및 제조품목허가
- 2018년 8월 10일: 코스닥 상장

## 연구기관
- 대유식물영양연구소: 과학기술처장관의 위임에 의한 한국산업기술진흥협회로부터 기업부설연구소로 인정받아 작물의 품질 향상과 생리장해예방 및 치료 연구를 목적으로 설립된 연구소다. 이 연구소에서는 주로 식물 생육촉진 및 생리장해, 토양 및 비료의 이화학적 특성, 병충해 발생원인, 비료 및 농약 성분분석 및 품질검사 등을 연구하고 있다.
- 대유농약약효약해시험연구소: 우수농약의 등록을 위한 기초연구와 약효약해시험을 통한 적용확대 등을 실시하여 작물 생육증진 및 각종 병해충 방제를 위한 종합적 방제체계 등을 연구하는 연구소다. 이 연구소에서는 주로 병해충 종합 예방 방재, 농약품목등록시험, 농약 약효약해시험 등을 연구하고 있다.
- 대유미생물농약시험연구소: 미생물농약의 등록을 위한 기초연구와 약효약해시험, 농약/비료 제형화등을 연구하며 아울러 친환경농자재 분석, 작목별 효과검증을 통하여 우수한 미생물농약/비료를 개발하는 연구소다. 이 연구소에서는 미생물 탐색 및 선발하여 미생물농약, 비료, 제제화에 대한 연구를 진행하고 있다.
- 대유이화학분석시험연구소: 농약과 비료의 이화학적 특성을 평가하여 작물이용 효율성을 높이고, 식물체의 영양성분 분석을 통하여 고품질의 우수 농산물 생산을 위한 제품특성을 개발하는 연구소다. 이 연구소에서는 농약 및 비료 품질관리, 친환경 기능성물질을 연구개발하고 있다.